# Josephinenhütte
 (août 2025).

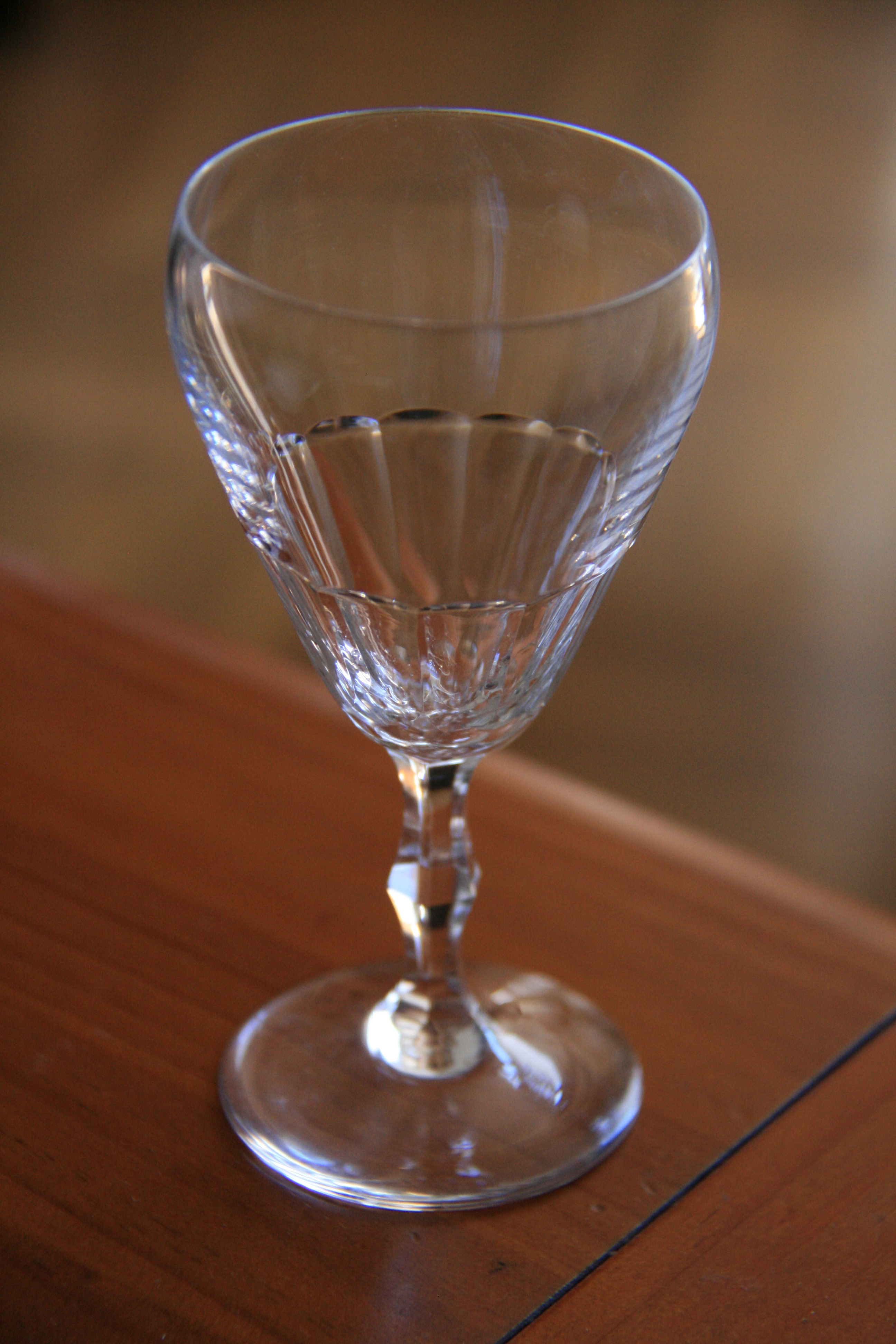
Coupe de vitre coupée de Josephinenhütte

La marque Josephinenhütte (parfois dénommée aussi Josephinen Hütte) a été une entreprise de verre en christal initialement allemande fondée en Silésie ( devenu Pologne suite à la défaite militaire allemande). La production se concentrait en des verres et des vases de très grande qualité. 

## Histoire
La fondation de l'entreprise se produit dans l'an 1842 dans la ville de Schreiberhau (dans l'actualité Szklarska Poręba en Pologne) grâce aux tentatives du maître vidriero Franz Pohl (1813-1884) et accords du comte Leopold von Schaffgottsch. Le nom de la compagnie est honneur de l'épouse du conde. Dans l'an 1843 se produit une fusion avec la compagnie gobeletière Karlsthalhütte (originaire du nord de Bohême) à partir de cet année apparaît le nom: Josephinenhütte. La trajectoire de la production gobeletière de la compagnie fusionnée à la fin du XIXe siècles  est tel, qu'ils gagnent diverse prix en des concours internationaux: en 1844 ils gagnent une médaille d'or dans un exposé à Berlin que comprenait des verres avec filigrana, en 1851 médaille d'or à Londres ses verres de couleurs. En 1863 il se produit une autre fusion avec Glashütte. 
En 1923 se produit une autre fusion avec l'entreprise de Fritz Heckert en Petersdorf. Cet année se conclue d'autres fusions avec l'entreprise de Hermsdorf Neumann & Staebe, toutes les deux créent "JoHeKy“ en passant à se dénommer "Josephinenhütte À.G. JO-Ai-KY", un jeu de mots entre Josephinenhütte, Fritz Heckert et Neumann Staebe (Hermsdorf/Kynast, Kynast- Kristall). Pendant la Seconde Guerre mondiale la production s'est seulement arrêtée pendant deux semaines. Cependant, cet incident a scindé l'entreprise en deux sections. 

### Section polonaise en Silésie
Après le conflit militaire en Europe, en 1946, une grande part de l'équipement productif est resté dans le côté polonais de la ville de Petersdorf soud domination Soviétique. La production a continué avec sa qualité dans cette succursale, mais l'usine Josephinenhütte de Huta s'a fait connaître populairement avec le nom de Józefina. Une grande partie des travailleurs étaient allemand, en particulier le maitre  verrier B. Krahl. Au début la production polonaise a eu certains problèmes techniques qui ont été résolus petit à petit. En 1958 après un procés des anciens propriétaires contre l'usage illégal du nom de la marque "Josephinenhütte", la dénomination a été changée à "Glashütte Julieta" ("Huta Julia").
Enfin dans l'an 2000 Glashütte Julia en Schreiberhau ferme, et la farique de Hütte est financée pendant quelque temps avec capital américain. En 2006 la fabrique de Kristallglashütte Julia produisait seulement en Petersdorf(Piechowice)  signait ses produits avec la dénomination: "Julia Crystal". En 2007 la factoría a fermé.

### Section allemande à Schwäbisch Gmünd
Dans l'an 1945 la famille du comte Schaffgottsch (1914-1997) a dû fuir sous la menace de mort des communistes la Silésie et émigrer à l'Allemagne Occidentale. Après divers séjours dans en 1951 la famille décide s'établir définitivement en le Schwäbisch Gmünd (proche à Stuttgart). il là se trouve avec une grande colonie de travailleurs de la fabrique de verre. Avec ces travailleurs en 1951 il commence la production de Josephinenhütte dans la ville de Schwäbisch Gmünd. Pendant la période 1952–1976 le comte Von Schaffgottsch devient directeur de la produciión allemande de Josephinenhütte. En 1963 la fabrique est acheté par l'entreprise Villeroy und Boch. En 1978  l'étiquette dorée avec le diamant caractéristique de ses produits est abandonnée. En 1983 la fabtrique de Josephinenhütte à Schwäbisch Gmünd est fermée definitivement.

## Voyez aussi
Cristal de Bohême